# NGC 2779
NGC 2779 je galaksija u zviježđu Risu.

## Vanjske poveznice
- SEDS: NGC 2779